# Karamel
Karamel ali praženi sladkor je bolj ali manj tekoča snov, ki se pridobiva s praženjem sladkorja do raztopitve pri 160 °C. Uporablja se v slaščičarstvu za glazure in nadeve ter za proizvodnjo karamel.

## Izdelovanje
Praženi sladkor je mogoče razmeroma enostavno pridobiti tudi v domačem gospodinjstvu. V primerni posodi (bakreni, jekleni ali emajlirani) postavimo na ogenj sladkor in nekaj žlic vode ter med stalnim mešanjem segrevamo do želene temperature. Če želimo dobiti svetli karamel, ki je tekoč in zlatorumene barve, temperatura ne sme preseči 165-170 °C. Samo malo nad to temperaturo postane karamel temno rjav in židek. Ko temperatura preseže 177 °C, je pripravek zažgan, grenek in neuporaben. 
Vsa težava pridobivanja karamela je torej v nadzoru temperature, zato je pri domačem postopku važno, da se pripravek pri želeni gostoti takoj prelije na primerno mrzlo podlago, da se temperatura na mah zniža. 

## Temni karamel
Včasih so temni karamel prelili naravnost na kamnito mizo in ga med hlajenjem takoj razrezali na majhne kocke - tako so pridobivali bonbone (praviloma karamele), ki so bili koristna pomoč proti kašlju in bolečinam v grlu. Danes se temni karamel uporablja večinoma za izdelavo določenih vrst bombonov in trdih sladic, po navadi skupaj s čokolado. V prehrambni industriji je pomembno barvilo, predvsem pri pijačah s kolo in kinotom.
Omembe vredne so košarice iz temnega karamela, izdelava katerih zahteva precejšnjo spretnost. Še nekoliko tekoč karamel je treba v nitkah razpotegniti prek izbočenega modela (recimo zunanjih sten in dna skledice), počakati, da se strdi, nato pa prekrižati z novim nizom nitk. V takih košaricah včasih servirajo nekatera peciva in želatine. Z istim postopkom, to je z vlivanjem karamela v nitkah, je mogoče izdelati prave umetnine, kot so čipke, monogrami in pirhi.

## Svetli karamel
Svetli karamel je preveč tekoč, da bi dovoljeval tako uporabo, zato se ga pri ustrezni temperaturi prelije v mrzlo posodo, kjer se karamelizacija ustavi in se izdelek ne strdi. Zato se uporablja predvsem kot namaz ali sestavni del krem in sladoledov. Ponekod se servira kot preliv za svinjsko meso ali divjačino, na primer medvedje meso. Uporaben je tudi kot preliv za pudinge in nekatere slane paštete, pa tudi kot nadev zaprtih slaščic, recimo bonbonov ali prigrizkov z mehko vsebino. 
Seveda se svetli karamel od temnega ne razlikuje samo po barvi in gostoti, pač pa predvsem po okusu, zato pridejo v poštev tudi vse vmesne stopnje temperature in druge tehnike obdelovanja. Tako je na primer znan postopek vodnega hlajenja, ki se uporablja pri pridobivanju mehkega karamela z močnim okusom po najtemnejšem karamelu. Pri tovrstni obdelavi se kristalizacija temnega pripravka prekine s prilivanjem vrele vode, s čimer se ustvari obstojna zmes, ki ohrani močan okus in se po židkosti prilagaja potrebam recepta. Če vodo nadomestimo z mlekom, dobimo okus, ki ga poznamo iz karamelnih bonbonov.